# Carlos Ruesga
Carlos Ruesga Pasarín (Gijón, 1985. március 10. –) világbajnok spanyol válogatott kézilabdázó.

## Pályafutása

### Klubcsapatokban
Carlos Ruesga szülővárosában kezdett kézilabdázni az Isastur Gijón csapatában. 2005-ben az első osztályú SDC San Antonio játékosa lett. A pamplónai csapatban Ivano Balić mögött rendszerint kevesebb játéklehetőséghez jutott, ám a 2007-2008-as szezonban a norvég Kristian Kjelling sérülése után a balátlövő posztján bizonyította képességeit. A Bajnokok Ligája csoportkörében 25 gólt szerzett. 2010-ben az Ademar León játékosa lett, ahol három szezont töltött el. A 2013-as-2014-es idényt megelőzően a magyar bajnok MKB Veszprém igazolta le. A következő két szezonban bajnoki címet és kupagyőzelmet ünnepelhetett a bakonyi csapat játékosaként. 2015 májusába keresztszalag-szakadást szenvedett, így az év nyarán nem hosszabbította meg szerződését a Veszprémmel, majd novemberben aláírt a Barcelonához, miután rehabilitációját is a katalán városban végezte. Többnyire a klub második csapatában lépett pályára. 2016 nyarán Portugáliába, a Sporting csapatához szerződött. 2017-ben és 2018-ban bajnoki címet, 2017-ben EHF Challenge Cupot nyert a lisszaboniakkal. 

### A válogatottban
A spanyol válogatottal részt vett a 2008-as és a 2014-es Európa-bajnokságon, valamint a 2009-es és a 2013-as hazai rendezésű világbajnokságon. Utóbbi tornán világbajnoki címet nyert. 

## Sikerei, díjai
Portland
- Spanyol Szuperkupa-győztes: 2005-2006

MKB Veszprém
- Magyar bajnok: 2013-2014, 2014-2015
- Magyar Kupa-győztes: 2013-2014, 2014-2015
- Magyar Szuperkupa-győztes: 2014-2015
- SEHA-liga-győztes: 2014-2015

Barcelona
- Spanyol bajnok: 2015-2016
- Spanyol Kupa-győztes: 2015-2016
- ASOBAL-kupa-győztes: 2015-2016

Sporting
- Portugál bajnok: 2016-2017, 2017-2018
- EHF Challenge Cup-győztes: 2016-2017